# Buggerru
Buggerru (en sardo: Bujèrru) es un municipio de Italia de 1.163 habitantes en la provincia de Cerdeña del Sur, región de Cerdeña.
Es característica la disposición de las casas, formando abanicos.

## Historia
El municipio nació en 1864, con menos de 500 habitantes. Sin embargo, con el trabajo que aportaban las minas, a principios del siglo XX alcanzó casi los 6.000 habitantes, de los cuales aproximadamente 3.000 trabajaban en las minas, que eran propiedad de la sociedad francesa Malfidano. Los actos colonialistas de la sociedad causaron la primera huelga en el territorio de Cerdeña, que se denominó la Rivolta di Buggerru. Actualmente las minas no se encuentran activas, aunque su visita es posible.

## Lugares de interés
- Iglesia de San Giovanni Battista.
- Cala Domestica.
- Galerìa Henry
- Planu Sartu
- Playa de San Niccolò, considerada la "Copacabana de Cerdeña"
- Playa de Portixeddu
- Museo del mineros

## Evolución demográfica
| Gráfica de evolución demográfica de Buggerru entre 1861 y 2001 |
|                                                                |
| Fuente ISTAT - Elaboración gráfica de Wikipedia                |